# Coclé
Coclé est une province du Panama. Sa capitale est Penonomé.

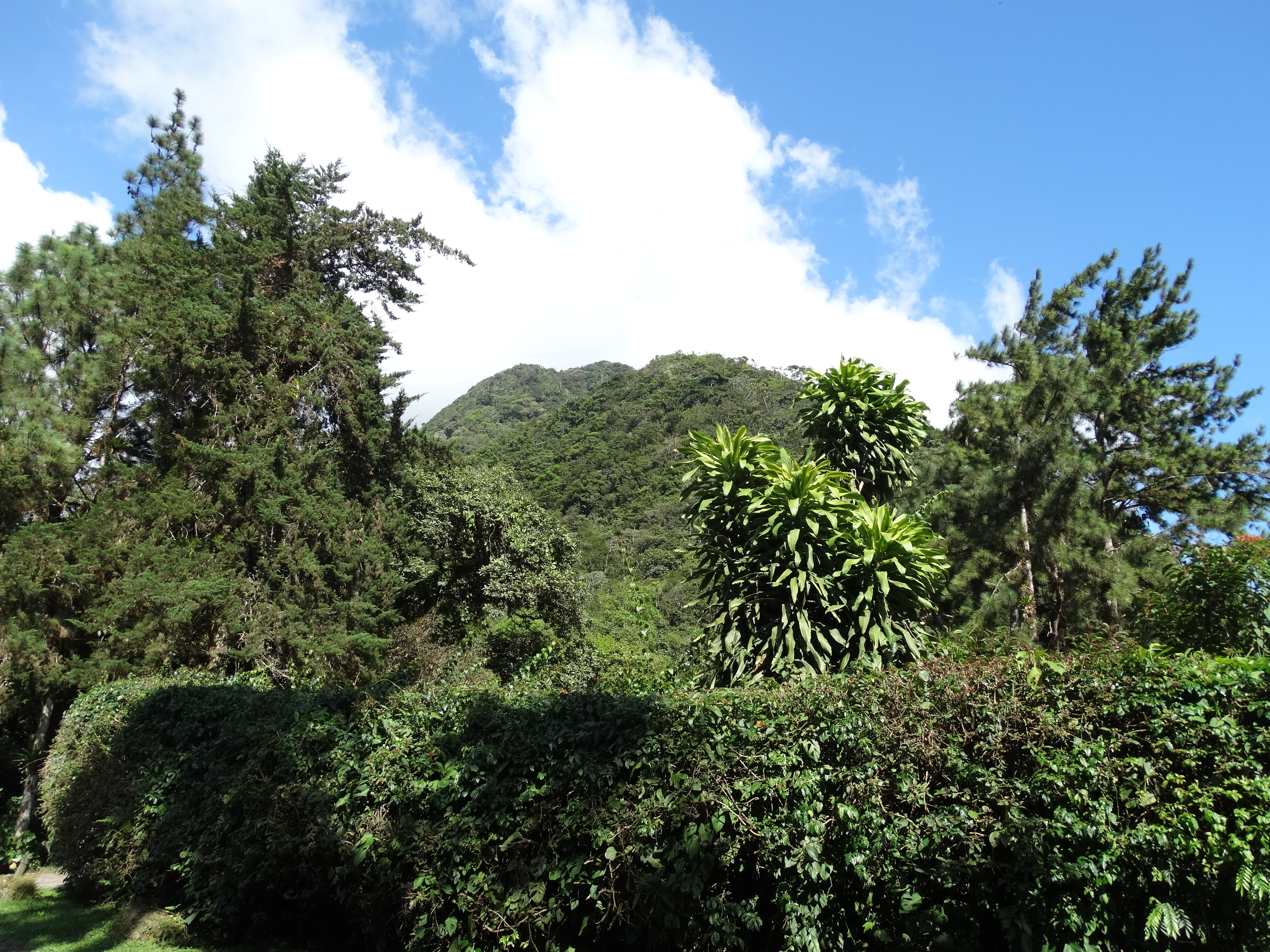

## Géographie
Le nord de la province est traversé par la cordillère centrale du Panama, avec des élévations volcaniques abruptes allant de 200 m à 1 600 m. Au sud il y a une vaste plaine qui mène à la côte.
Le climat est tropical, avec des précipitations de l'ordre de 2 500 mm par an, ce qui, dans certaines parties des provinces du nord atteint 4 000 mm.
Les principales rivières de la province se dirigent vers la côte de l'océan Pacifique et sur le bord nord du territoire il y a quelques petits cours d'eau qui traversent Coclé del Norte) (es) pour se jeter dans la mer des Caraïbes.

## Historique
La province de Coclé a été créée par la loi du 12 septembre 1855, avec le titre de département de Coclé. Par décret no 190 du 20 octobre 1886, il prend son nom définitif de province de Coclé.

## Divisions administratives
La province de Coclé se compose de 6 districts, divisés en plusieurs corregimientos. Sa capitale est la ville de Aguadulce.
| District d'Aguadulce - Aguadulce - Barrios Unidos (es) - El Cristo - El Roble - El Hato de San Juan de Dios (es) - Pocri - Pueblos Unidos (es) - Virgen del Carmen (es) | District d'Antón - Anton - Caballero (es) - Cabuya (es) - El Chirú (es) - El Retiro (es) - El Valle - Juan Diaz (es) - Rio Hato (es) - San Juan de Dios (es) - Santa Rita (es) | District de La Pintada - El Harino (es) - El Potrero (es) - La Pintada - Las Lomas - Llano Grande (es) - Piedras Gordas (es) - Llano Norte (es) |

| District de Nata - Capellanía - El Caño - Guzman (es) - Las Huacas (es) - Natá - Toza (es) - Villarreal (es) | District d'Olá - El Copé - El Palmar - El Picacho (es) - La Pava (es) - Olá | District de Penonomé - Canaveral (es) - Coclé (es) - Chiguirí Arriba - El Coco - Pajonal (es) - Penonomé - Rio Grande (es) - Rio Indio (es) - Toabré (es) - Tulú (es) |